# Ett (skrift)språk
Ett (skrift)språk är ett norskt politiskt parti. Partiet ställde upp i Stortingsvalet 2009 i Akershus fylke och fick 103 röster. Partiet drev frågan om att nynorska ska sluta att användas i den norska offentliga sektorn.